# Pont de conférence téléphonique
Un pont de conférence téléphonique ou pont de téléconférence (en anglais, teleconference bridge ou conference bridge) est un équipement qui connecte trois ou plus de trois lignes téléphoniques.

## Utilisation
C'est l'équipement qui permet les conférences téléphoniques.

## Note
En général, les entreprises ne possèdent pas de ponts de conférence téléphonique, elles louent cet équipement à un fournisseur de service lorsqu'elles en ont besoin.